# دهستان ایواوغلی
دهستان ایواوغلی نام دهستانی در بخش ایواوغلی شهرستان خوی، استان آذربایجان غربی در ایران است. 
براساس سرشماری مرکز آمار ایران در سال ۱۳۹۵، جمعیت این دهستان برابر با ۷٬۳۰۳ نفر (۲٬۳۲۶ خانوار) بوده‌است. 